# Пыжёвский переулок
Пыжёвский переу́лок (вариант: Пыжовский переулок) — улица в центре Москвы в районе Якиманка между Большой Ордынкой и Старомонетным переулком.

## История
Получил название в конце XIX века по располагавшемуся в этой местности стрелецкому полку полковника Богдана Пыжова.
Ранее назывался Ергольским, по фамилии местного домовладельца Г.Т. Ергольского, и Грибоедовским — по фамилии местного домовладельца А. Ф. Грибоедова — дяди писателя.

## Описание
Пыжёвский переулок начинается от Большой Ордынки, проходит на запад до Старомонетного переулка.
Переулок имеет длину 310 метров.
Имеет двустороннее движение.
Парковка в переулке с 2014 года стала платная.
Находится между Третьяковская (станция метро) и Полянка (станция метро)

## Здания и сооружения
Дома по нечётной стороне

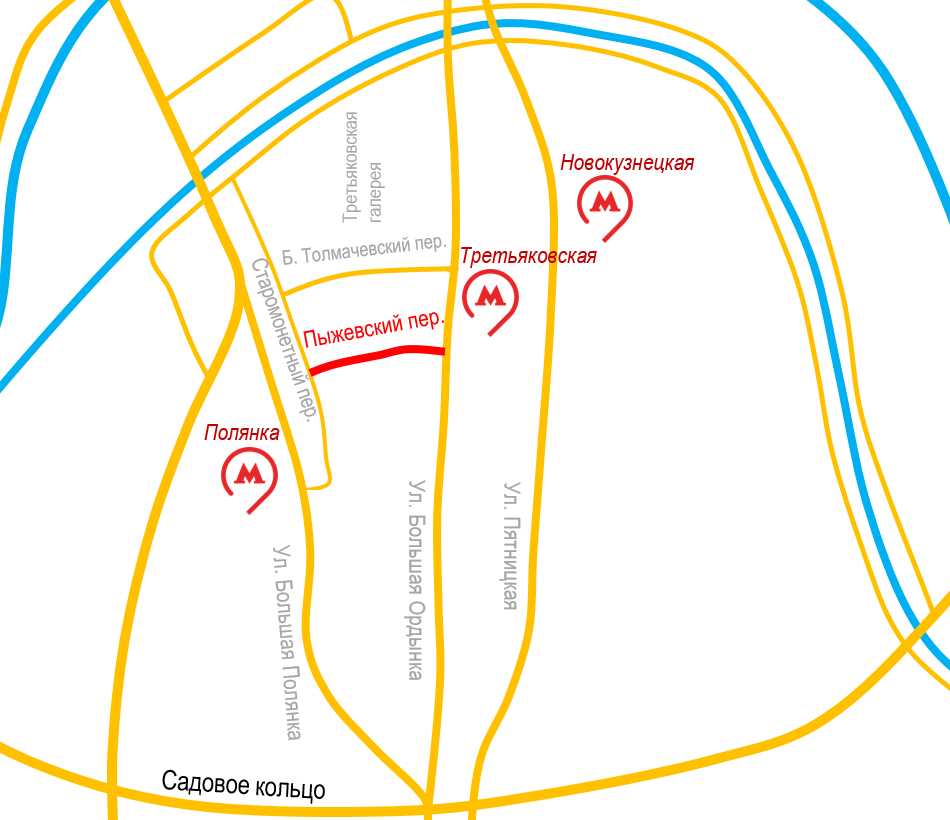
Пыжёвский переулок на схеме дорог в центре Москвы

- № 3 — Институт физики атмосферы им. А. М. Обухова РАН;
- № 5 — НИИ Цветметобработка;
- № 7 строение 1 — Геологический институт РАН (ГИН РАН);
- № 7 строение 2 — Почвенный институт им. В. В. Докучаева.

Дома по чётной стороне
- № 6 — Здание научного института (конец 1920-х — начало 1930-х годов)[4].